# 普豐斯
普豐斯是奥地利蒂罗尔州因斯布鲁克兰县的一个市镇。总面积21.7平方公里，总人口1221人，人口密度56.3人/平方公里（2011年）。